# Arcoppia teraja
Arcoppia teraja är en kvalsterart som beskrevs av Sandór Mahunka 200. Arcoppia teraja ingår i släktet Arcoppia och familjen Oppiidae. Inga underarter finns listade i Catalogue of Life.